# Трибометрія
Трибометрія (рос. трибометрия, англ. tribometry, нім. Tribometrie f) — сукупність методів вимірювання сил зовнішнього тертя, коефіцієнта тертя, порогу зовнішнього тертя й визначення стійкості проти спрацювання.

## Загальний опис
Найважливіші характеристики пари тертя — криві фрикційної теплостійкості, тобто залежність коефіцієнта тертя і інтенсивності зношування від температури. Їх отримують при торцевому терті двох кільцевих циліндричних зразків при постійному навантаженні зі швидкістю, що східчасто збільшується і забезпечує ступеневу зміну температури. Вимірювання температур здійснюється термопарою, що вбудована в один із зразків. Інтенсивність зносу оцінюється безрозмірним відношенням товщини зношеного шару до пройденого шляху. Оцінку порогу зовнішнього тертя здійснюють, доводячи цю пару до задирання — різкого підвищення сили тертя і пошкодження поверхонь тертя при плавній зміні швидкості або навантаження. Перенесення результатів лабораторних випробувань на реальні пари тертя здійснюють з урахуванням співвідношень теорії подібності. Вимірювання сили тертя в реальних машинах виконують різними методами, напр., за допомогою виміру споживаної потужності на холостому режимі роботи, застосуванням датчиків, заміряють величину моменту або сили тертя за кутом закручування валу, та інш. Коефіцієнт опору перекочування визначається за допомогою тягових динамометрів.